# Justin Williams
Justin Williams, född 4 oktober 1981 i Cobourg, Ontario, är en kanadensisk före detta professionell ishockeyspelare. Under sin NHL-karriär spelade han för Carolina Hurricanes, Washington Capitals, Los Angeles Kings och Philadelphia Flyers. 
Williams är en trippel Stanley Cup-mästare. Han vann med Carolina Hurricanes 2006 och Los Angeles Kings 2012 och 2014. 2014 vann han också Conn Smythe Trophy som slutspelets mest värdefulla spelare.
Under lockoutsäsongen 2004/2005 spelade Williams i Elitserien för Luleå HF på ett lånekontrakt.

## Karriär

### NHL

#### Philadelphia Flyers
Justin Williams draftades 28:a totalt av Philadelphia Flyers i draften år 2000. Han spelade fyra säsonger i Flyers men var drabbad av skadeproblem under långa perioder och trejdades till Carolina Hurricanes 20 januari 2004. 

#### Carolina Hurricanes (I)
Williams spelade en halv säsong i Hurricanes innan NHL-lockouten började säsongen 2004/2005. Under lockouten spelade Williams för Luleå HF i Elitserien.
Säsongen efter lockouten blev framgångsrik för Hurricanes. Williams var tongivande när laget besegrade Edmonton Oilers i Stanley Cup-finalen 2006 med 4-3 i matcher och blev mästare för första gången i lagets historia. Williams gjorde det slutgiltiga målet i 2006 års final i öppen kasse, på en pass från lagkamraten Eric Staal.
Den 1 juli 2006 skrev han på ett femårigt kontrakt, värt 3,5 miljoner dollar årligen. 
Under säsongen 2006/2007 valdes Williams att spela i NHL:s All Star-match, i vilken han gjorde ett mål och en assist.
Han spelade fem säsonger i Hurricanes innan han trejdades till Los Angeles Kings 5 mars 2009.

#### Los Angeles Kings
Justin Williams spelade i delar av sju säsonger med Kings och vann Stanley Cup två gånger, 2012 och 2014. Han var också tongivande när laget tog sina första Stanley Cup-segrar och vann Conn Smythe Trophy som slutspelets mest värdefulla spelare 2014.

#### Washington Capitals
1 juli 2015 skrev Williams som unrestricted free agent på ett tvåårskontrakt värt 6,25 miljoner dollar med Washington Capitals. Han gjorde 100 poäng på 162 matcher under två säsonger. 

#### Carolina Hurricanes (II)
Efter två säsonger i Capitals skrev han som unrestricted free agent på ett tvåårskontrakt värt 9 miljoner dollar för att återvända till Carolina Hurricanes, 1 juli 2017.
Den 13 september 2018 blev han utsedd till lagkapten för Hurricanes.
Den 8 oktober 2020 meddelade Williams att han avslutar sin karriär inom hockeyn. Han hade då spelat sammanlagt 1 264 grundspelsmatcher, och gjort 320 mål och 477 assists.

## Övrigt
Justin Williams kallas Mr. Game 7 eftersom han har spelat i 8 sjunde och avgörande slutspelsmatcher i sin NHL-karriär, och vunnit 7 av dem. Innan Washington slogs ut av Pittsburgh Penguins, i andra rundan i slutspelet 2017, hade han vunnit 7 av 7 på 15 NHL-säsonger.
10 juni 2017 fick han amerikanskt medborgarskap, och är således medborgare i både USA och Kanada.

## Statistik

### Klubbkarriär
| 1998–99    | Compuware Ambassadors | NAHL       | 9    | 4   | 2   | 6   | 23  | —   | —  | —  | —  | —   |
|            | Plymouth Whalers      | OHL        | 47   | 4   | 8   | 12  | 28  | 7   | 1  | 2  | 3  | 0   |
| 1999–00    | Plymouth Whalers      | OHL        | 68   | 37  | 46  | 83  | 46  | 23  | 14 | 16 | 30 | 10  |
| 2000–01    | Philadelphia Flyers   | NHL        | 63   | 12  | 13  | 25  | 22  | —   | —  | —  | —  | —   |
| 2001–02    | Philadelphia Flyers   | NHL        | 75   | 17  | 23  | 40  | 32  | 5   | 0  | 0  | 0  | 4   |
| 2002–03    | Philadelphia Flyers   | NHL        | 41   | 8   | 16  | 24  | 22  | 12  | 1  | 5  | 6  | 8   |
| 2003–04    | Philadelphia Flyers   | NHL        | 47   | 6   | 20  | 26  | 32  | —   | —  | —  | —  | —   |
|            | Carolina Hurricanes   | NHL        | 32   | 5   | 13  | 18  | 32  | —   | —  | —  | —  | —   |
| 2004–05    | Luleå HF (lockout)    | Elitserien | 49   | 14  | 18  | 32  | 61  | 4   | 0  | 1  | 1  | 29  |
| 2005–06    | Carolina Hurricanes   | NHL        | 82   | 31  | 45  | 76  | 60  | 25  | 7  | 11 | 18 | 34  |
| 2006–07    | Carolina Hurricanes   | NHL        | 82   | 33  | 34  | 67  | 73  | —   | —  | —  | —  | —   |
| 2007–08    | Carolina Hurricanes   | NHL        | 37   | 9   | 21  | 30  | 43  | —   | —  | —  | —  | —   |
| 2008–09    | Carolina Hurricanes   | NHL        | 32   | 3   | 7   | 10  | 9   | —   | —  | —  | —  | —   |
|            | Los Angeles Kings     | NHL        | 12   | 1   | 3   | 4   | 8   | —   | —  | —  | —  | —   |
| 2009–10    | Los Angeles Kings     | NHL        | 49   | 10  | 19  | 29  | 39  | 3   | 0  | 1  | 1  | 2   |
| 2010–11    | Los Angeles Kings     | NHL        | 73   | 22  | 35  | 57  | 59  | 6   | 3  | 1  | 4  | 2   |
| 2011–12    | Los Angeles Kings     | NHL        | 82   | 22  | 37  | 59  | 44  | 20  | 4  | 11 | 15 | 12  |
| 2012–13    | Los Angeles Kings     | NHL        | 48   | 11  | 22  | 33  | 22  | 18  | 6  | 3  | 9  | 8   |
| 2013–14    | Los Angeles Kings     | NHL        | 82   | 19  | 24  | 43  | 48  | 26  | 9  | 16 | 25 | 35  |
| 2014–15    | Los Angeles Kings     | NHL        | 81   | 18  | 23  | 41  | 29  | —   | —  | —  | —  | —   |
| 2015–16    | Washington Capitals   | NHL        | 82   | 22  | 30  | 52  | 36  | 12  | 3  | 4  | 7  | 14  |
| 2016–17    | Washington Capitals   | NHL        | 80   | 24  | 24  | 48  | 50  | 13  | 3  | 6  | 9  | 6   |
| 2017–18    | Carolina Hurricanes   | NHL        | 82   | 16  | 35  | 51  | 56  | —   | —  | —  | —  | —   |
| 2018–19    | Carolina Hurricanes   | NHL        | —    | —   | —   | —   | —   | —   | —  | —  | —  | —   |
| NHL totalt | NHL totalt            | NHL totalt | 1162 | 289 | 444 | 733 | 716 | 140 | 36 | 58 | 94 | 125 |

### Internationellt
| År            | Lag           | Turnering     |    | Matcher | Mål | Assist | Poäng | Utv |
| ------------- | ------------- | ------------- | -- | ------- | --- | ------ | ----- | --- |
| 2002          | Kanada        | VM            | 5  | 0       | 3   | 3      | 6     |     |
| 2004          | Kanada        | VM            | 9  | 0       | 0   | 0      | 4     |     |
| 2007          | Kanada        | VM            | 9  | 1       | 2   | 3      | 16    |     |
| Senior totalt | Senior totalt | Senior totalt | 23 | 1       | 5   | 6      | 26    |     |